# Club Atlético Provincial
El Club Atlético Provincial, más conocido como Provincial de Rosario, es un club deportivo de la ciudad de Rosario, en la Provincia de Santa Fe, Argentina.
En la actualidad, el club alberga una gran variedad de deportes, como atletismo, rugby, pelota vasca, baloncesto, boxeo, hockey sobre césped, gimnasia, fútbol, fútbol sala, artes marciales, natación, tenis, voleibol, waterpolo, handball y lucha libre.

## Historia
A principios del siglo XX, el fútbol fue adquiriendo cada vez más popularidad en Argentina. En este contexto, la ciudad de Rosario no fue la excepción y muchos entusiastas del fútbol se reunían en los parques públicos para organizar partidos de este resonante deporte. Así nació, el 25 de mayo de 1903, gracias al entonces director de la sucursal Rosario del Banco Español. Todo fue empeño y entusiasmo, junto al ejemplo de honestidad y constancia que fue don Juan Cechi. Ese “gran caballero” como lo llamaban en los ambientes deportivos, quien empezó a darle albergue, a todos los muchachos del barrio de Salta y Bv. Oroño. Y el 25 de mayo de 1903, coincidiendo con un nuevo aniversario de la revolución de 1810, surgió formalmente el Club Atlético Provincial, siendo sus fundadores e iniciadores jóvenes en su mayoría vecinos del viejo Mercado Modelo, empleados bancarios y ferroviarios.
Fue uno de los miembros fundadores de la Liga Rosarina de Fútbol en el año 1905, junto a los clubes Rosario Central, Newell's Old Boys, Rosario Athletic, Ferro Carril Córdoba y Rosario y Atlético Argentino. Quedando como subcampeón en la siguiente edición.
En 1910, participó de la Copa de Competencia Jockey Club, torneo que disputaban junto a los mejores clubes de la Asociación Argentina de Football, provenientes del Gran Buenos Aires y La Plata, llegando a eliminar al poderoso Alumni, siendo eliminado en semifinales por GEBA. Siguió participando de los primeros torneos rosarinos sin muhco éxito hasta en año 1926, donde se produciría su primer descenso. Regresando a la Primera División en 1930, donde participó sin éxito hasta su desafiliación en 1966. En el año 2001, vuelve a participar en los torneos de la asociación, aunque volvió a la primera categoria en el año 2018, donde participa actualmente. Su único título en la primera división rosarina fue el Torneo Hermenegildo Ivancich en el año 1939. 
Originalmente era un club exclusivamente de fútbol, al que se le añadiría una sección de atletismo en 1910, luego tenis en 1920, baloncesto en 1923 y muchos otros deportes seguirían a lo largo de los años.
En cuanto al baloncesto, es uno de los clubes más importantes de Rosario, participando en la Liga Nacional de Basquet en los años 1988 y 1989. Declinando su participación en 1990. Actualmente participa en la segunda categoria, luego de ascender desde el Torneo Federal de basquet 2023.
Si bien Provincial ha jugado en el más alto nivel de la Unión de Rugby de Rosario durante una buena cantidad de años, el club ha estado a las sombras de las potencias del rugby rosarino: Duendes, Jockey Club de Rosario y, en menor medida, Universitario y Gimnasia y Esgrima . Sin embargo, en los últimos años, el club ha logrado ciertos éxitos, ganando el Torneo Regional del Centro en 2009. Provincial sigue siendo uno de los equipos más exitosos de la provincia y es uno de los cinco clubes rosarinos que participan del Torneo del Litoral interprovincial. Sin embargo, no ha podido ganarlo hasta el momento.

## Instalaciones
A nivel institucional, es uno de los clubes más grandes de Rosario, el club cuenta con más de 3.000 socios. La institución también cuenta con diferentes sedes repartidas por la ciudad de Rosario, que se detallan a continuación:
- Sede Central: en el Parque de la Independencia, cuenta con canchas de tenis, hockey y rugby, piscinas y gimnasios.
- Estadio Cura: campos de fútbol y piscinas y área de recreación.
- Predio Gral. Lagos: campos de fútbol y rugby con zona de recreación.
- Predio Tanti: zona de acampada .
- El estadio cubierto del club, el Estadio Salvador Bonilla, fue construido en 1982 para albergar eventos de los segundos Juegos Sudamericanos.